# Tao Ho
Tao Ho (chinesisch 何弢, Pinyin Hé Tāo, Jyutping Ho4 Tou1, kantonesisch Ho Tao; * 17. Juli 1936 in Shanghai; † 29. März 2019 in Wan Chai, Hongkong) war ein gebürtiger Shanghaier Architekt und Designer aus Hongkong mit Wurzeln aus Guangdong. Er war bekannt für den Entwurf der Flagge Hongkongs und des Emblems der Sonderverwaltungszone.

## Ausbildung
Ho wurde als mittleres Kind von Ping Yin Ho und Chin Hwa in Shanghai geboren und hatte einen älteren Bruder sowie eine jüngere Schwester. 1937 oder 1941 zog die Familie nach Hongkong um, wo Ho bis 1956 die Pui Ching Middle School in Kowloon besuchte. Anschließend ging er in die USA, um am Williams College in Williamstown (Massachusetts) Kunstgeschichte mit den Nebenfächern Musikwissenschaften und Theologie zu studieren. Das Studium schloss er 1960 mit einem Bachelor ab. Bis 1964 studierte Ho Architektur an der Harvard Graduate School of Design (Abschluss: MArch). Während dieser Zeit lernte er unter anderem Walter Gropius, Josep Lluís Sert und Sigfried Giedion kennen.

## Werk
Nach dem Masterabschluss kehrte Ho nach Hongkong zurück und lehrte an der Chinesischen Universität Architektur und Design. 1968 eröffnete er sein Büro TaoHo Design Architects, zu dessen ersten geplanten Gebäuden etwa das 1977 eröffnete Hong Kong Arts Centre gehörte, das vom Bauhaus inspiriert ist. In den folgenden Jahren schuf er unter anderem den Hongkonger Pavillon für die Expo 86, ein neues Pandahaus im Ocean Park und den bei Fertigstellung 1996 höchsten Wolkenkratzer Chinas, den King Tower in Shanghai.

Flagge Hongkongs seit 1997

Von 1987 bis 1988 gab es einen Wettbewerb, mit dem das Aussehen der Flagge Hongkongs für die Zeit nach der Rückgabe Hongkongs an China (1997) bestimmt werden sollte. Es gab mehr als 4.000 Einsendungen, die jedoch allesamt abgelehnt wurden. Ho – ursprünglich Teil der elfköpfigen Jury – wurde anschließend gemeinsam mit zwei anderen Jury-Mitgliedern gebeten, selbst einen Entwurf einzureichen. Sein Design konnte sich durchsetzen und wurde 1990 von dem Nationalen Volkskongress bestätigt. Die Flagge wurde am Tag der Übergabe, dem 1. Juli 1997, erstmals gehisst. Sie geht auf die Bauhinien-Art Bauhinia × blakeana zurück, die ursprünglich nur in Hongkong vorkommt und als ein Symbol der Stadt gilt.
Tao Ho war auch der Schutz von Kulturdenkmälern und historischen Gebäuden wichtig, so etwa des Western Markets in Sheung Wan, den er entsprechend restaurierte.
Ho war außerdem im Board des Hong Kong Museum of Art, Hong Kong Regional Council und des Hong Kong Arts Centre vertreten. Von 1997 bis 1998 war Ho Präsident des Hong Kong Institute of Architects.
Ho war zwei Mal verheiratet und hatte vier Kinder. Er starb am 29. März 2019 an einer Lungenentzündung im Ruttonjee Hospital (律敦治醫院) in Wan Chai, Hong Kong Island.

## Auszeichnungen (Auswahl)
- 1996: Bicentennial Medal des Williams College
- 1997: Crystal Award des Weltwirtschaftsforums